# Урі Авнері
Урі Авнері (івр. אורי אבנרי‎; 10 вересня, 1923, Бекум, Німеччина — 20 серпня 2018, Тель-Авів-Яфо, Ізраїль) — ізраїльський правозахисник, політик, журналіст у минулому багаторічний член парламенту (Кнесету). Брав активну участь у сіоністському русі ще до вставлення держави Ізраїль, пізніше став прихильником мирного вирішення палестино-ізраїльського конфлікту, критикував політику Ізраїлю на окупованих територіях, визначає себе пост-сіоністом. Є автором декількох книжок, був власником свого журналу у 1950-1993 роках.

## Біографія
Народився 10 вересня 1923 року у Ганновері під ім'ям Гельмут Остерманн. Коли до влади у Німеччині у 1933 році прийшли нацисти, його сім'я емігрувала до Палестини. Ще у 14 років почав брати активну участь у сіоністському русі, з 1938 по 1942 рік він був членом Іргун. У 18 років взяв нове ім'я — Урі Авнері. Брав участь у збройній боротьбі проти британської влади в Палестині, за власним визнанням скоював також терористичні акти. Пізніше вийшов з Іргуну через ідеологічні розбіжності. Під час війни за незалежність Ізраїлю був двічі поранений, у 1949 році написав свою першу книгу фронтових спогадів «На полях філістимлян», яка була популярною в Ізраїлі.
У 1950—1990 роках видавав власний журнал новин «Ха-олям ха-зе» (Цей світ). У 1965 і 1969 роках обирався до парламенту — Кнесету. У парламенті виступав за створення палестинсько-ізраїльської федеративної держави, приєднався до лівого руху, виступав за мирне врегулювання конфлікту з палестинцями. Був одним із засновників лівого руху Шелі, від якого обирався у 1977 році до парламенту. 1977 року був одним зі співзасновників арабо-ізраїльського Прогресивного списку за мир, знову був ораний до Кнесету у 1984 році. Після довготривалого протесту під резиденцією прем'єр-міністра проти виселення палестинців у 1993 році разом зі своїми однодумцями Авнер заснував пацифістську організацію Гуш Шалом.
Був одним з перших ізраїльтян, які зустрічалися з лідером палестинців Ясиром Арафатом під час війни у Лівані. Під час чергового загострення конфлікту у вересні 2003 року разом із 30 іншими активістами і членами Кнесету захищав Арафата у Рамаллі як «живий щит» від можливого нападу ізраїльської армії. 2006 року лідер ізраїльських правих Барух Марзель звернувся із закликом до уряду країни вбити Авнера як зрадника і антисіоніста. Сам Урі Авнері визначає себе як пост-сіоніста, протягом багатьох років послідовно виступаючи із критикою політики Ізраїлю на окупованих територіях, критикував війну у Газі 2009 року.